# Fred Trump Jr.
Frederick Crist Trump Jr. (Queens, 14 de octubre de 1938-Jamaica, 26 de septiembre de 1981) fue un piloto de aviación y trabajador de mantenimiento estadounidense. Hijo mayor del empresario inmobiliario Fred Trump Sr., perdió el favor de su padre cuando decidió convertirse en piloto de línea aérea, lo que llevó a que su hermano menor Donald (45.º y 47.° presidente de los Estados Unidos) heredara el negocio familiar.
Tanto Fred Sr. como Donald menospreciaron a Fred Jr. por convertirse en piloto. A principios de la década de 1970, Fred Jr. ya no podía desempeñarse como piloto debido a su alcoholismo, una condición que también contribuyó a su muerte por un ataque cardíaco.

## Primeros años de vida
Frederick Crist Trump Jr. nació el 14 de octubre de 1938, como el primer hijo del rico desarrollador inmobiliario Fred Trump y Mary Anne MacLeod Trump en Queens, Nueva York. En 1956, Fred Jr. se graduó de St. Paul's School. Ese mismo año su padre Fred Sr. donó dinero para rehacer los campos de juego y en su honor pasaron a llamarse Trump Field. 
Fred Jr. asistió a la Universidad de Lehigh y se unió a una fraternidad históricamente judía, Sigma Alpha Mu, aunque no era judío.  Se convirtió en presidente de la fraternidad y se graduó con una Licenciatura en Negocios, también completó el Cuerpo de Entrenamiento de Oficiales de Reserva y entró en la Guardia Nacional Aérea como segundo teniente. 

## La mediana edad y la carrera profesional
En 1958, Fred Jr. conoció a Linda Clapp mientras estaba de vacaciones en las Bahamas. Más tarde se convirtió en asistente de vuelo y le pidió ayuda para encontrar un apartamento cerca del aeropuerto de Idlewild; pronto comenzaron a salir. Le propuso matrimonio en 1961. A principios de 1962 se casaron en Florida y ella renunció a la aerolínea, que no permitía que sus azafatas se casaran. Se establecieron en Manhattan y tuvieron su primer hijo, Frederick Crist Trump III, en noviembre de 1962.  Al año siguiente, se mudaron a uno de los apartamentos de Fred Sr. en Jamaica, Queens. Durante este tiempo, Fred Jr. realizó trabajos de mantenimiento en las propiedades de su padre.  Fred Sr. quería que su hijo mayor fuera "invulnerable" para poder hacerse cargo de su negocio inmobiliario, E. Trump & Son, pero Fred Jr. tenía la personalidad opuesta.  En 1966, Fred Jr. apareció en los periódicos como vicepresidente de E. Trump & Son, pero tuvo dificultades para trabajar con su padre.  Fred Jr. dejó la compañía para perseguir su sueño de ser piloto, siendo rápidamente aceptado en Trans World Airlines, lo que creó tensión con su padre.  Según la hija de Fred Jr., Mary L. Trump (nacida en 1965), su abuelo "lo desmanteló al devaluar y degradar cada aspecto de su personalidad". Tanto Fred Sr. como Donald se burlaron de él por su decisión de convertirse en piloto de aerolínea, comparándolo con conducir un autobús o ser chofer.    

## Alcoholismo y muerte

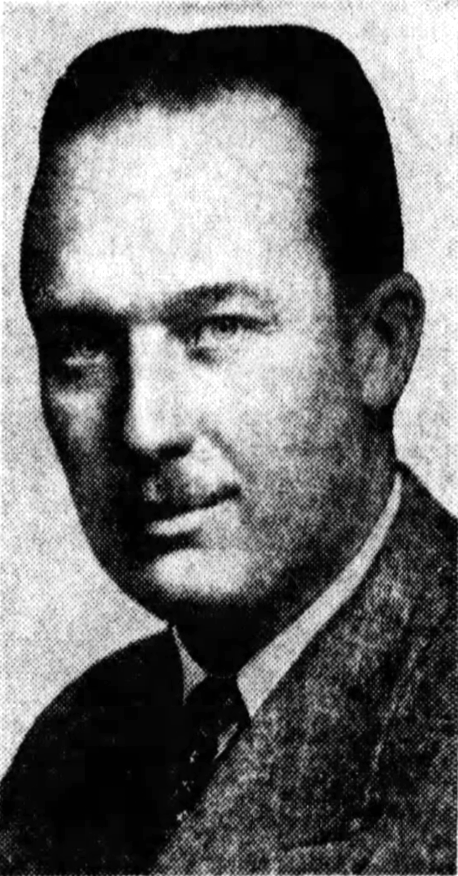
Fred Trump c. 1950

En 1970, después de una serie de incidentes domésticos, Clapp le pidió a Fred Jr. que abandonara su casa y arregló que Fred Sr. cambiara las cerraduras.  Cuando su alcoholismo le impidió seguir desempeñándose como piloto, Fred Jr. volvió a trabajar en el negocio de su padre. Finalmente se mudó al ático sin muebles de la casa de sus padres y una vez más hizo mantenimiento en las propiedades de Trump.   El 26 de septiembre de 1981,  a la edad de 42 años, murió a causa de un infarto provocado por su consumo de alcohol.  

### Secuelas
Donald Trump, quien ha hablado públicamente de su propia abstinencia de alcohol desde 1976,   inicialmente citó la influencia formativa del abstemio de su padre,   pero luego trasladó todo el crédito a la experiencia adulta con su hermano, reclamando:
Todos los días me sermoneaba: "Mira el lío en el que estoy. Si alguna vez te pillo fumando, te arrepentirás y beberás incluso un vaso de alcohol porque te gustará demasiado". ... Freddy hizo un buen trabajo. 
En 1999, justo después del funeral de Fred Sr., el hijo de Fred III, William Trump, nació con parálisis cerebral.  La familia Trump acordó pagar los gastos médicos del niño. Cuando se reveló el testamento de Fred Sr., ordenó que los hijos de Trump, Fred III y Mary, quedaran excluidos de la parte de su padre de la herencia de Fred Sr.; más de $ 20 millones se dividirían entre los otros hijos de Fred Sr.  Fred III y Mary presentaron una demanda, alegando que los hermanos de su padre, incluido Donald, exhibieron "influencia indebida" en Fred Sr., que padecía demencia, para excluirlos de la herencia. Donald, quien más tarde dijo que "estaba enojado porque demandaron", suspendió los beneficios médicos para los hijos de Trump, así como para el hijo pequeño de Fred III. Según Mary, ella y Fred III presentaron una demanda para que se les restablecieran los beneficios, pero sólo su sobrino, un bebé, recibió "algunas adaptaciones" como resultado.  La demanda de Mary fue rechazada por un tribunal estatal de Nueva York, citando que ella había firmado acuerdos que le quitaban la capacidad de demandar, pero le otorgaban más de 2,7 millones de dólares. El juez determinó que ella había reconocido (y firmado) intencionalmente el acuerdo y dictaminó que el acuerdo no fue coaccionado ni injusto.  La decisión judicial fue confirmada en apelación. 